# الرابطة البرلمانية 1999–2000
الرابطة البرلمانية 1999–2000 (بالإنجليزية: 1999–2000 Isthmian League)‏ هو موسم من دوري إسثميان. فاز فيه داغنهام وريدبريدج.